# Fandanguillo de Almería
El fandanguillo de Almería es una obra musical debida a Gaspar Vivas Gómez (1872-1936), compositor nacido en Almería, España.
El estreno tuvo lugar a comienzos de los años 1910 a cargo de la bailaora Dora la Cordobesita en su presentación en el Café Nuevo, ubicado en el antiguo solar del comercio Marín Rosa, ahora Sfera, en el Paseo de Almería.

## Música
Tiene un reconocible aire popular y aflamencado. Como todo fandango, en Almería denominado “fandanguillo”, en ritmo ternario de 3/4. Está estructurado en una introducción, dos temas, puente y repeticiones, incluyendo la introducción. Puede escucharse en el carillón del reloj del Ayuntamiento de Almería sus notas iniciales.

## Letra
Letra: popular (1), Manuel del Águila (2), Antonio Zapata (3)
(1)
El fandango de Almería
nadie lo sabe cantar,
el fandango de Almería,
que lo cantan los mineros,
cuando van a trabajar
a las minas del Romero.
(2)
Yo pensé que con el tiempo,
dormirían mis recuerdos,
yo pensé que con el tiempo,
desde que dejé Almería
pero se van aumentando
con las horitas del día.
(3)
El fandango de Almería
es azul como las aguas,
el fandango de Almería,
de la mar de su bahía,
que brilla como la plata,
al anochecer del día.

## Discografía
- Coral Virgen del Mar de Almería. Canciones populares de Almería. Instituto de Estudios Almerienses. RCA, S.A. ECPL-3070, Madrid, 1982. D.L. M-31313/82
- Música Popular de Almería, Vol. I. Diputación de Almería. Chumbera Records. D-2-189-L, Almería, 1989. D.L. AL-160-1989

## Videos
- Grupo Julián Arcas